# Авиационная силовая установка
Авиационная силовая установка — энергетический компонент воздушного или воздушно-космического летательного аппарата (ЛА), предназначенный для реализации на данном ЛА располагаемой силы тяги и обеспечения надёжной работы двигателей на всех режимах полёта. АСУ объединяет собой: все установленные на данном ЛА авиационные двигатели (маршевые, подъёмные, комбинированные, вспомогательные); системы крепления двигателей к конструкции ЛА; системы и устройства реализации силы тяги и регулирования её величины; системы обеспечения безотказной и безаварийной работы двигателей на всех режимах полёта.
Примечание: воздушные (авиационные) ЛА — выполняют полёт в пределах земной атмосферы, подразделяются по принципу создания подъёмной силы на аэростатические (аэростаты, дирижабли) и аэродинамические (аэропланы (самолёты), экранопланы, автожиры, вертолёты).

## Классификация авиационных СУ
По типам авиационных ЛА: дирижабль; самолёт; экраноплан; автожир; вертолёт, конвертоплан, аэрогибрид;
По числу и типам установленных на ЛА двигателей и движителей: винтомоторная; турбовинтовая; винто-вентиляторная; реактивная; комбинированная;[ИАС 1964(414)]
По классам однотипных авиационных ЛА. В частности: СУ лёгкого самолёта (неманевренного, ограниченно маневренного, маневренного); СУ тяжёлого самолёта;
По основному назначению авиационного ЛА данного типа и данного класса: учебно-тренировочный; спортивный; транспортный; пассажирский; боевой;
По видам используемой энергии подразделяются на тепловые и ядерные;
По эксплуатационному диапазону высот и скоростей: высотная, невысотная; дозвуковая, сверхзвуковая, гиперзвуковая;

## Обобщённая структура авиационной СУ
Авиационная СУ состоит из двигателя (двигателей), устройств и систем, обеспечивающих его нормальную работу.[ИАС 1964(414)]
Устройства и системы обеспечивающие нормальную работу двигателя (двигателей) в составе авиационной СУ, в ряде случаев, относят к комплексу оборудования авиационной СУ.
К устройствам авиационной СУ относятся: рамы, фермы и другие устройства для крепления двигателей на летательном аппарате, входные устройства, выходные устройства, реверсивные устройства, устройства управления вектором тяги.[ИАС 1964(414)]
В ряде случаев, входные и выходные устройства силовой установки маневренных боевых самолётов, пилоны внешней подвески двигателей, гондолы двигателей — одновременно являются элементами конструкции планера самолёта, и поэтому не относятся оборудованию авиационной силовой установки.
К системам авиационной СУ в частности относятся следующие системы: воздухопитания, выхлопная, топливная, масляная, охлаждения, запуска, управления, контроля работы двигателя и системы бортового авиационного оборудования силовой установки (контроля работы двигателей и регулирования), противопожарные системы.[ИАС 1964(414)]
Системы авиационной СУ для различных типов ЛА могут в различных соотношениях распределяться по группам обслуживания специалистами различного профиля. В частности группа систем обслуживаемая специалистами по самолёту и двигателю и группа систем обслуживаемая специалистами по авиационному оборудованию.
Системы авиационной СУ обслуживаемые специалистами по самолёту и двигателю, в ряде случаев могут относиться как к чисто «двигательным» системам (разработка двигателестроительного ОКБ), так и к чисто «самолётным» системам (разработка самолётостроительного ОКБ).